# Aigremont (Yonne)
Aigremont é uma comuna francesa na região administrativa de Borgonha-Franco-Condado, no departamento de Yonne. Estende-se por uma área de 6,44 km². Em 2010 a comuna tinha 81 habitantes (densidade: 12,6 hab./km²).